# Klášter Saint-Gilles
Klášter Saint-Gilles je benediktinský klášter v obci Saint-Gilles v departementu Gard v jižní Francii (region Okcitánie).
Podle legendy založení kláštera v 7. století souviselo s osobou poustevníka Jiljího (lat. Ægidius), který se zde stal prvním opatem. Jiljí, jenž má v klášteře zachován náhrobek, je považován za mocného přímluvce v případě neplodnosti, proto po celý středověk směřovala do kláštera četná poselství s cennými dary, aby manželky knížat a králů daly svým mužům následníky.
Dnešní podoba stavby pochází ze 12. století a především západní portál je mistrovskou ukázkou románského umění. Jako součást cesty do Santiaga de Compostela patří od roku 1998 na Seznam Unesca.